# ルブレン
ルブレンは、テトラセン誘導体の芳香族炭化水素である。ルブレンは赤色結晶の外観をしており、ケミカルライトで橙色の感光薬として使われる。
ルブレン単結晶は有機半導体で最も高い移動度をもち、有機EL (OLED) 、有機電界効果トランジスタ (OFET) などに用いられる。ルブレンの単結晶は、温度勾配のつけた管状炉によって徐々に成長させるPhysical Vapor Transport法によって作成される。